# تایسوت
تایسوت (انگلیسی: Taisot) دره‌ای کوچک است که روستای بیلچار به عنوان محل اصلی آن، در مجاورت قله شش هزار بیلچار در ناحیه گلگت، در شمال شرقی شهر گلگت واقع شده‌است.